# Tipula (Pterelachisus) matsumuriana
Tipula (Pterelachisus) matsumuriana is een tweevleugelige uit de familie langpootmuggen (Tipulidae). De soort komt voor in het Palearctisch gebied.